# Black or White
Black or White is de eerste single van Michael Jacksons album Dangerous uit 1991. Het nummer is geschreven door Jackson zelf, de rapteksten door Bill Bottrell. Het is een protestlied tegen racisme en promoot liefde en verdraagzaamheid tussen verschillende rassen: “if you're thinking about my baby, it don't matter if you're black or white”. Het intro van het nummer wordt gespeeld door gitarist Slash, bekend van Guns N' Roses. Op 11 november 1991 werd het nummer wereldwijd op single uitgebracht.

## Videoclip
De videoclip van Black or White was voor het eerst te zien op MTV op 14 november 1991. Naast Michael Jackson speelden ook Macaulay Culkin (Kevin McCallister in Home Alone), Tess Harper en George Wendt een rol in de clip. De clip werd geregisseerd door John Landis, die in 1983 al Thriller voor zijn rekening nam.
Tijdens de proloog van de clip is Macaulay Culkin te zien, terwijl hij op zijn kamer naar luide muziek luistert. Zijn vader, George Wendt (beter bekend als Norm uit de tv-serie Cheers), snauwt hem toe dat de muziek te luid staat. Culkin wreekt zich door een enorme speaker achter zijn vaders stoel te slepen, waarna hij een enorm hard akkoord aanslaat. De decibels zijn zo hoog, dat de ramen breken en de vader met stoel en al de halve wereld overvliegt en in een Afrikaans savannelandschap belandt.
Hierna begint het nummer pas echt. Jackson danst in verschillende locaties op aarde met mensen uit verschillende culturen (Afrika, Noord-Amerikaanse indianen, Russen, Zuid-Oost-Aziaten, Indiërs, ...). Midden in het nummer rapt Culkin (met de stem van een volwassene) te midden van allerlei straatkinderen van verschillende rassen. Hierna verschijnt Jackson al dansend in de fakkel van het Vrijheidsbeeld terwijl op de achtergrond allerlei andere beroemde internationale monumenten te zien zijn. Het lied eindigt met een scène waarin de gezichten van verschillende rassen en culturen in elkaar overvloeien via de destijds nog piepjonge morphingtechnieken. Deze techniek was hiervoor alleen gebruikt bij de films Willow en Terminator 2: Judgment Day. In Nederland werd de videoclip destijds op televisie (Nederland 2) uitgezonden door Veronica in de tv-versie van de Nederlandse Top 40 en het popprogramma Countdown en door de TROS in het popprogramma Popformule.

### Epiloog na de clip
De laatste vier minuten van de elf minuten durende videoclip stootten destijds op veel controverse. Het is in feite een epiloog, aangezien de muziek dan al voorbij is. De camera volgt hierbij een zwarte panter, die een opnamestudio uit wandelt naar een kelder. Daar transformeert het dier in Michael Jackson die enkele lang uitgesponnen danspassen uitvoert. Dan, in het meest controversiële deel van deze epiloog, vertoont hij woedend vandalistisch gedrag. Michael gooit een vuilnisbak door een winkelruit, vernietigt het uithangbord, springt op een wagen en zingt de autoruiten kapot, waarna hij met een krik de wagen verder beschadigt. Na afloop transformeert hij terug in een panter en zoomt de camera uit. Nu blijkt dat Bart Simpson de clip op tv bekeek en met plezier meedanst. Homer wandelt binnen en beveelt Bart het geluid zachter te zetten. Als die weigert schakelt Homer het toestel zelf uit, waarmee de clip ten einde komt.
Deze epiloog wordt meestal achterwege gelaten als men "Black Or White" op televisie uitzendt. Eerst en vooral omdat de muziek toch al afgelopen is en ten tweede vanwege de grote controverse die de clip destijds opriep. Jacksons vandalisme in de video verwarde veel kijkers en stootte op kritiek, omdat er ook veel kinderen meekeken. Daarom werd er in latere uitzendingen computergewijs racistische graffiti toegevoegd aan de dingen die Jackson vernielt. Een ander controversieel aspect was de pantertransformatie, gezien dit een verwijzing leek te zijn naar de erg radicale Black Panther Party. Een jaar na haar uitzending liet MTV voor het eerst de volledige clip zien. Hiervoor was die alleen nog te zien geweest in de VS en Canada tussen 01:00 en 04:00 uur 's nachts als deel van hun beleid rond het uitzenden van controversiële videoclips.

## Parodieën
Het einde van de clip werd geparodieerd door Genesis in hun clip voor I Can’t Dance, waarin Phil Collins Michaels panter-danspasjes imiteert.
Een parodie van de clip is gemaakt door Weird Al Yankovic waarbij Michael Jacksons stem veranderd is in een hoge versie van Weird Als stem, terwijl de stem van Macaulay Culkin juist is verlaagd.

## Tracklijst
1. "Black Or White" – 3:22
2. "Black Or White" (Instrumentaal) – 3:22
3. "Smooth Criminal" – 4:10

## Hitnoteringen
De plaat werd een wereldwijde hit en bereikte in veel landen de nummer 1-positie in de hitlijsten.
In Nederland was de plaat op donderdag 7 november 1991 TROS Paradeplaat op de befaamde TROS donderdag op Radio 3 en werd een gigantische hit in de destijds twee landelijke hitlijsten op de nationale publieke popzender. De plaat bereikte de 2e positie in de Nationale Top 100 en de 3e positie in de Nederlandse Top 40.
In België behaalde de plaat eveneens de nummer 1-positie in zowel de voorloper van de Vlaamse Ultratop 50 als de Vlaamse Radio 2 Top 30. In Wallonië werd géén notering behaald.
Sinds de editie van december 2009 staat de plaat genoteerd in de jaarlijkse NPO Radio 2 Top 2000 van de Nederlandse publieke radiozender NPO Radio 2, met als hoogste notering een 276e positie in 2009.

### NPO Radio 2 Top 2000
| Nummer met noteringen in de NPO Radio 2 Top 2000 | '09 | '10  | '11 | '12 | '13 | '14 | '15 | '16 | '17 | '18 | '19 | '20 | '21 | '22  | '23  | '24 |
| ------------------------------------------------ | --- | ---- | --- | --- | --- | --- | --- | --- | --- | --- | --- | --- | --- | ---- | ---- | --- |
| Black or White                                   | 276 | 1532 | 693 | 587 | 647 | 831 | 722 | 731 | 921 | 591 | 788 | 724 | 846 | 1025 | 1091 | 880 |

1. ↑  Een vetgedrukt getal geeft de hoogste notering aan.
2. ↑  2009 was het eerste jaar met een notering voor dit nummer.